# Oulainen
Oulainen (Zweeds: Oulais) is een gemeente en stad in de Finse provincie Oulu en in de Finse regio Noord-Österbotten. De gemeente heeft een landoppervlakte van 587,84 km² en telt 7.025 inwoners (2022).